# 正眼寺 (小牧市)

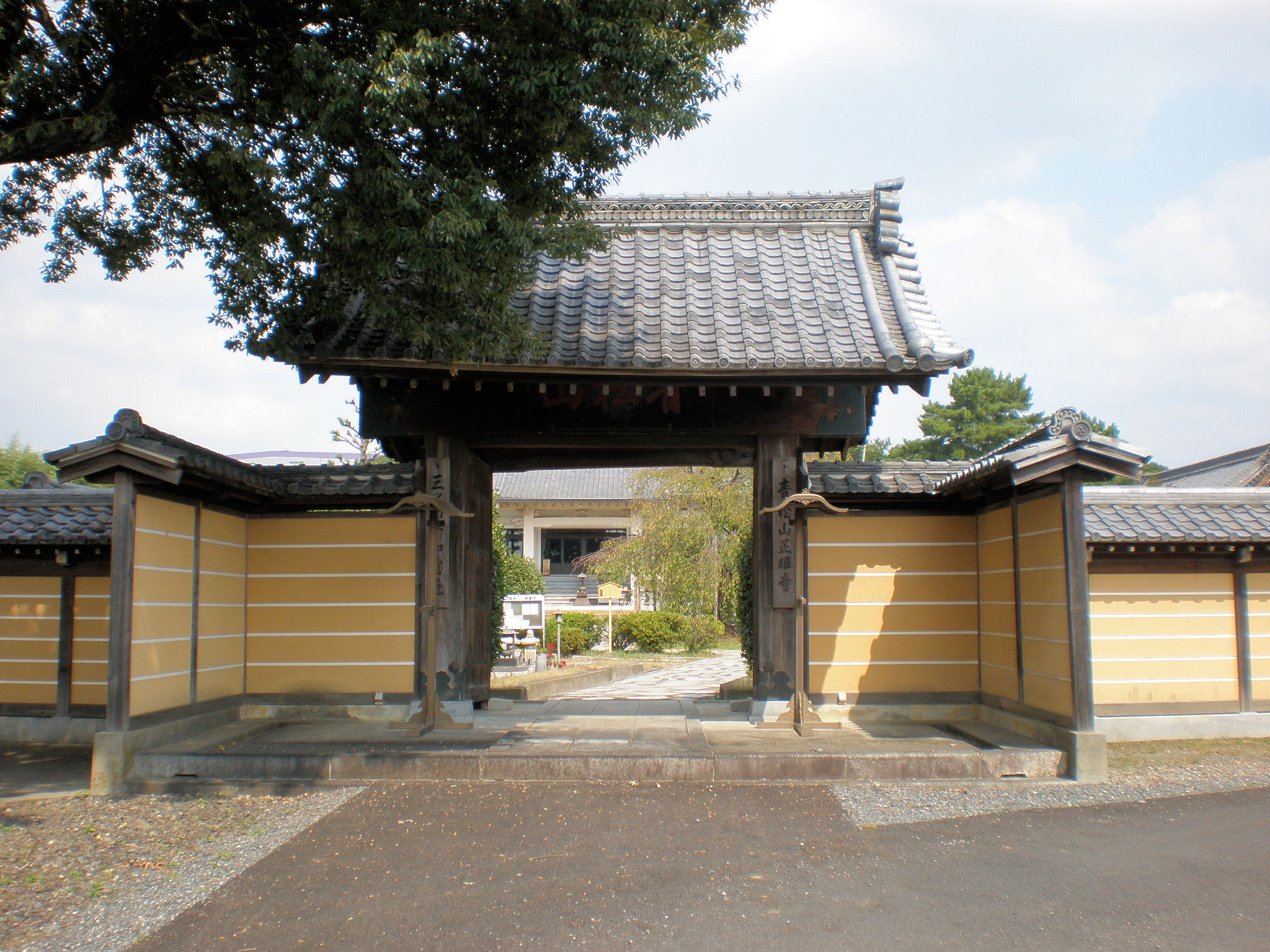
山門

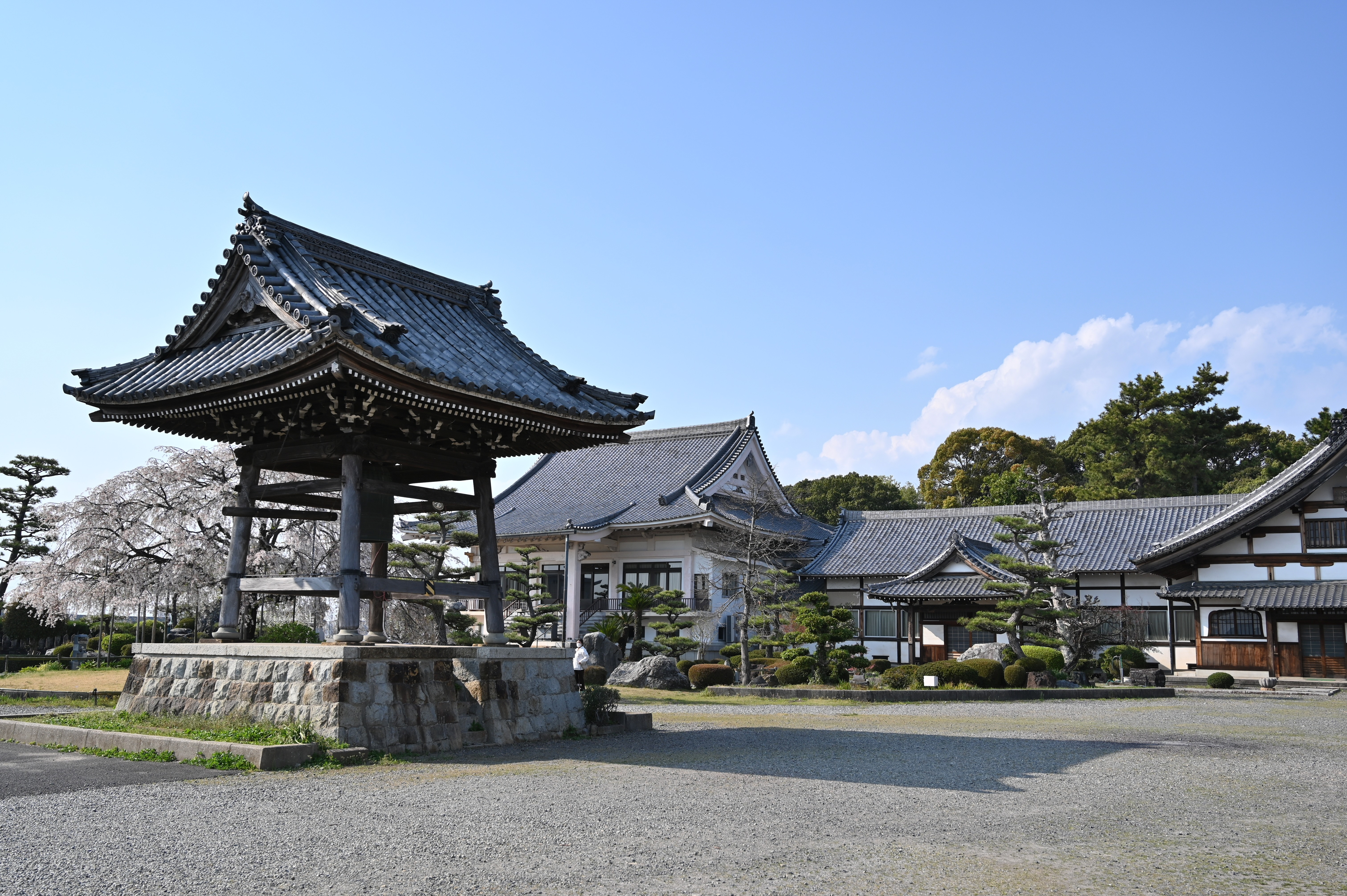
境内

正眼寺（しょうげんじ）は、愛知県小牧市にある曹洞宗の寺院である。山号は「青松山」。

## 概要
室町時代（1394年）に、後小松天皇を開基として、現在の愛知県一宮市丹陽町（旧・中島郡下津村）に創建された曹洞宗寺院である。江戸時代（1689年）に、土田氏の領地寄進により現在地に移転。多くの文化財を所蔵し、銅造誕生釈迦仏立像（飛鳥時代）は、国の重要文化財に指定されている。

## 歴史

### 近世まで
1394年（応永元年）、後小松天皇を開基として、下津郷（現在の愛知県一宮市丹陽町）に創建された。勧請開山は通幻寂霊である。2世天鷹祖祐の時、1396年（応永3年）に開堂式典が行われたが、その際の参列僧の数は4,000名と伝える。1398年（応永5年）には足利義満より寺領が寄進された。往時は七堂伽藍を備え、塔頭寺院が28か院に及んだという。
3世天先祖命は1458年（長禄2年）に没したが、その墓塔である無縫塔が境内に残り、同年8月4日の銘がある。
織田・豊臣・尾張徳川家などの庇護を受けるも度重なる洪水の被害により、1689年（元禄2年）、土田氏の領地寄進により現在地に移転した 。

### 昭和以降
- 1968年（昭和43年） - 愛知学院大学附属図書館による所蔵文書などの調査開始。
- 1973年（昭和48年） - 愛知学院大学附属図書館の調査結果が、「正眼寺文書目録」としてまとめられる。
- 1988年（昭和63年）6月6日 - 銅造誕生釈迦仏立像が国の重要文化財に指定。
- 1991年（平成3年）3月30日 - 無縫塔が小牧市の有形文化財に指定。
- 2011年（平成23年）4月17日 - 江川辰三が大本山總持寺独住25世貫首、曹洞宗管長となる。

## 文化財

### 主な文化財
重要文化財
- 銅造誕生釈迦仏立像

像高8.2cm。銅製鍍金（金めっき）の誕生仏である。制作年代は、飛鳥時代（西暦7世紀中頃）と考えられている。誕生釈迦仏とは、釈迦の誕生日に行われる灌仏の儀式に用いられる像で、釈迦降誕時の姿を表し、本像のように両手でそれぞれ天と地を指す形に作られるのが一般的である。誕生釈迦仏の作例は多いが、本像は日本最古の作例とみなされるものである。像高8センチほどの小像であるが、鋳造後、像表面の各所にタガネによる入念な仕上げが施されている。下半身の衣文は左右相称に図式的に整えられており、様式的には止利式に属するとみられる。後頭部に光背取り付け用の枘が残り、元は光背を伴っていたことがわかる。
1988年（昭和63年）に、国の重要文化財に指定。奈良県にある奈良国立博物館に寄託されている。
小牧市指定文化財
- 無縫塔

正眼寺三世天先和尚の墓碑。。
- 大涅槃図

豊臣秀吉によって寄進されたと伝えられる絵画。

### 備考
大涅槃図や歴代住職により書かれた文書などの所蔵品（約500点）は、現在愛知学院大学附属図書館に保管されている。
尾張名所図会には塔頭を含む大伽藍の様子が掲載されているが、現在は、塔頭寺院は全て無く、本寺のみである。
1876年（明治9年）、山門（楼門）は江南市の高雲山報光寺に払い下げられ移築、現存する。

## 所在地
- 愛知県小牧市大字三ッ渕29

## 交通手段
- こまき巡回バス（三ッ渕・村中コース）の「三ッ渕原新田」停留所下車、徒歩で約12分。

## 周辺
- 老人保健施設こまきの森
- 矢戸川
- 三ツ星ベルト株式会社：名古屋工場
- 株式会社東海理化本社工場
- 天神宮
- 神明神社

## 関連書籍
例.「書名」著者・編者名（出版社・出版元名、出版年）
- 「正眼寺文書目録」愛知学院大学附属図書館 / 編（愛知学院大学附属図書館、1973年）
- 「正眼寺と祖父江横井家 青松山」日比野猛 / 著（株式会社クイック社、2001年）